# Marina Sidorova
Marina Grigorjevna Nikiforova-Sidorova (rusko Марина Григорьевна Никифорова-Сидорова), ruska atletinja, * 16. januar 1950, Leningrad, Sovjetska zveza.
Nastopila je na olimpijskih igrah leta 1972 ter osvojila peto mesto v štafeti 4×100 m, v teku na 200 m se je uvrstila v polfinale. Na evropskem prvenstvu leta 1971 je osvojila bronasto medaljo v štafeti 4×100 m, na evropskih dvoranskih prvenstvih pa naslova prvakinje v štafeti 4×200 m leta 1971 in teku na 400 m leta 1978. Trikrat je postala sovjetska državna prvakinje v teku na 200 m ter po enkrat v teku na 100 m in 400 m.